# Joel Quenneville
Joel Norman Quenneville (* 15. September 1958 in Windsor, Ontario) ist ein ehemaliger kanadischer Eishockeyspieler und derzeitiger -trainer. Während seiner aktiven Karriere absolvierte der Verteidiger über 800 Spiele in der National Hockey League (NHL), den Großteil davon für die Hartford Whalers sowie für das Franchise der Colorado Rockies/New Jersey Devils.
Anschließend wurde er vor allem als Cheftrainer in der NHL bekannt, so betreute er zuerst die St. Louis Blues (1997–2004) und die Colorado Avalanche (2005–2008) und wurde bereits im Jahre 2000 mit dem Jack Adams Award als bester Headcoach der Liga ausgezeichnet. Anschließend war er in dieser Funktion von 2008 bis 2018 bei den Chicago Blackhawks tätig, mit denen der Kanadier in den Jahren 2010, 2013 und 2015 den Stanley Cup gewann. Von April 2019 bis Oktober 2021 fungierte er anschließend als Cheftrainer der Florida Panthers, eine Position, die er aktuell seit Mai 2025 bei den Anaheim Ducks innehat. In der ewigen Tabelle der NHL-Trainer verzeichnete nur Scotty Bowman mehr Siege als Quenneville.

## Karriere als Spieler
Joel Quenneville begann seine Karriere 1975 in der kanadischen Juniorenliga OHL bei den Windsor Spitfires. Dort zeigte er nicht nur seine Fähigkeiten in der Verteidigung, sondern auch im Angriff. In der Saison 1977/78 erreichte er 103 Punkte in 66 Spielen. Daraufhin wurde er von den Toronto Maple Leafs im NHL Amateur Draft 1978 in der zweiten Runde an Position 21 ausgewählt.
Bereits in der Saison 1978/79 kam er für die Maple Leafs in der NHL zum Einsatz und spielte für das Team bis zum Jahresende 1979, als er zusammen mit Lanny McDonald zu den Colorado Rockies transferiert wurde. Das Team hatte aber weder sportlichen noch finanziellen Erfolg zu verzeichnen. Daher zog es im Sommer 1982 nach New Jersey und benannte sich New Jersey Devils um.
Nach einer Saison in New Jersey wurde Quenneville unter anderem für Mel Bridgman Ende Juni 1983 zu den Calgary Flames transferiert, die ihn aber nur wenige Tage später in einem weiteren Transfergeschäft zu den Hartford Whalers schickten.
In Hartford verbrachte er den Großteil seiner Karriere. Immer wieder musste er wegen Verletzungen pausieren und übernahm ab 1988 während Verletzungspausen den Job als einer der Radiokommentatoren der Whalers. Zwei Mal wurde er innerhalb des Teams zum wertvollsten Verteidiger gewählt und war von 1984 bis 1989 Alternativ-Kapitän der Whalers.
Im Herbst 1990 verkauften ihn die Whalers an die Washington Capitals, wo er jedoch nur neun Spiele bestritt und den Rest der Saison bei den Baltimore Skipjacks, dem AHL-Farmteam der Capitals, absolvierte.
Zu Beginn der Saison 1991/92 kehrte er zurück zu seinen Wurzeln als professioneller Eishockeyspieler und unterschrieb einen Vertrag bei den Toronto Maple Leafs. Diese setzten ihn aber nicht mehr in der NHL ein. Stattdessen spielte er für ihr Farmteam St. John’s Maple Leafs in der AHL, wo er gleichzeitig auch als Assistenztrainer arbeitete.
Im Sommer 1992 beendete Quenneville schließlich seine Karriere als Spieler.

## Karriere als Trainer
Er blieb aber weiterhin den St. John’s Maple Leafs als Assistenztrainer erhalten, ehe er 1993 Cheftrainer der Springfield Indians in der AHL wurde.
Nach einem Jahr in Springfield wurde er 1994 vom NHL-Team Québec Nordiques als Assistenztrainer engagiert, wo er zusammen mit dem erst 33-jährigen Cheftrainer Marc Crawford arbeiten sollte. Im Sommer 1995 wurde das Franchise nach Denver umgesiedelt und in Colorado Avalanche umbenannt. Gleich in der ersten Saison in der neuen Heimat gewann das Team den Stanley Cup.
Anfang 1997 entließen die St. Louis Blues ihren Cheftrainer Jim Roberts, da die Playoff-Teilnahme gefährdet war. Daraufhin boten sie Quenneville den Posten an, der von den Colorado Avalanche die Freigabe erhielt und somit zum ersten Mal hauptverantwortlich ein NHL-Team trainieren durfte. Er schaffte mit dem Team tatsächlich noch die Qualifikation für die Playoffs, scheiterte jedoch in der ersten Runde am späteren Stanley-Cup-Sieger Detroit Red Wings.
In St. Louis baute er im Laufe der Jahre eine starke Mannschaft auf, die die reguläre Saison 1999/2000 als bestes Team der Liga beendete und somit einen Franchise-Rekord aufstellte. Starverteidiger Chris Pronger wurde zum wertvollsten Spieler und besten Verteidiger der NHL ausgezeichnet, Torhüter Roman Turek hatte die wenigsten Gegentore kassiert und Pavol Demitra wurde als fairster Spieler geehrt. Quenneville selbst erhielt den Jack Adams Award als bester Trainer der NHL. Allerdings schied das Team schon in der ersten Runde der Playoffs aus.
Zur Stadt Denver hatte Quenneville ein besonderes Verhältnis, hatte er doch für die Colorado Rockies gespielt und als Assistenz-Trainer mit den Colorado Avalanche den Stanley Cup gewonnen. 2001 sollte die Stadt zwei Mal im Mittelpunkt für ihn stehen. Im Januar 2001 war er der Cheftrainer der nordamerikanischen Auswahl im NHL Allstar-Game, das in Denver stattfand. In den Playoffs schlugen sich die Blues in dieser Saison besser als im Vorjahr und zogen bis ins Finale der Western Conference ein, wo sie ausgerechnet an den Colorado Avalanche scheiterten, die daraufhin ihren zweiten Stanley Cup gewannen.
In den Saisons 2001/02 und 2002/03 brachten die Blues konstante Leistungen, konnten aber in den Playoffs nicht viel erreichen. Während der Saison 2003/04 fing das Team an leicht zu schwächeln, woraufhin Quenneville entlassen wurde.
Doch nur wenige Monate später war er wieder im Geschäft und er kehrte nach Denver zurück, wo er den Posten als Cheftrainer der Colorado Avalanche übernahm. Er konnte aber nicht sofort mit seiner Arbeit beginnen, da die Saison 2004/05 wegen des Lockout abgesagt wurde.
Die Saison 2005/06 verlief etwas problematisch, doch am Ende konnte sich das Team doch für die Playoffs qualifizieren. Mit der Saison 2006/07 erreichte Quenneville mit der Avalanche einen Tiefpunkt, als sie erstmals die Playoffs verpassten. Im folgenden Jahr kehrten sie zwar in die Playoffs zurück, doch nach einer deutlichen Niederlagen in der zweiten Runde wurde Quenneville schließlich entlassen.
Im September 2008 heuerte er als Scout bei den Chicago Blackhawks an, übernahm aber nur einen Monat später das Traineramt von Denis Savard, der nur eins der ersten vier Saisonspiele mit den Blackhawks gewann. Mit Chicago gewann er in der Saison 2009/10 erstmals als Cheftrainer den Stanley Cup.
In der Saison 2012/13 konnte er mit den Blackhawks seinen zweiten Stanley-Cup-Sieg als Trainer feiern. Diesen Erfolg wiederholte er mit dem Team 2015.
Außerdem fungierte er als Assistenztrainer des Team Canada beim World Cup of Hockey 2016, bei dem die Mannschaft die Goldmedaille gewann.
Nach knapp zehn Jahren als Cheftrainer der Blackhawks wurde Quenneville im November 2018 entlassen. Das Team hatte im Vorjahr bereits die Playoffs verpasst und war erneut unbefriedigend in die Saison gestartet. Der Kanadier war zu diesem Zeitpunkt der mit Abstand dienstälteste Trainer der 31 NHL-Teams.
Direkt nach dem Ende der Saison 2018/19 wurde Quenneville als neuer Cheftrainer der Florida Panthers vorgestellt, bei denen er die Nachfolge des nur einen Tag zuvor entlassenen Bob Boughner antrat.
Im Oktober 2021 trat Quenneville als Trainer der Panthers zurück. Er reagierte damit auf die Ergebnisse einer unabhängigen Untersuchung zu Vorwürfen von sexuellem Missbrauch aus dem Jahre 2010. Ein damaliger Video-Coach der Chicago Blackhawks, Brad Aldrich, habe mindestens zwei Spieler des Teams sexuell belästigt bzw. missbraucht, darunter Kyle Beach, der die Vorwürfe erstmals erhob. Die Untersuchung ergab, dass Quenneville und weitere Offizielle, darunter General Manager Stan Bowman, von den Vorwürfen wussten und diese nicht nur nicht weiterleiteten, sondern ausschließlich intern behandelten und somit aktiv vertuschten. Aldrich wurde daher nur entlassen und konnte vorerst weiterhin im Eishockeysport an der Miami University arbeiten, wo sich in der Folge weitere Fälle von Missbrauch ereignet haben sollen. Auch Bowman trat aufgrund dieser Vorwürfe im Oktober 2021 zurück. Beide wurden zudem vorerst inoffiziell von der NHL gesperrt.
Im weiteren Verlauf wurde Quenneville, ebenso wie Bowman, zum 1. Juli 2024 von der NHL wieder für sportliche Aufgaben freigegeben (reinstated). Anschließend wurde er im Mai 2025 als neuer Cheftrainer der Anaheim Ducks vorgestellt, wo er die Nachfolge von Greg Cronin antrat.

### NHL-Trainerstatistik
S=Siege; N=Niederlagen; U=Unentschieden; OTL=Niederlage in Verlängerung; Pts=Punkte

## Erfolge und Auszeichnungen

### Als Spieler
- AHL Second All-Star Team 1992

### Als Trainer
- Stanley Cup 1996 (Als Assistenz-Trainer der Colorado Avalanche); 2010, 2013, 2015 (als Chef-Trainer der Chicago Blackhawks)
- Presidents’ Trophy 2000, 2013
- Jack Adams Award 2000
- Goldmedaille beim World Cup of Hockey 2016 (als Assistenztrainer)